# Astrea (Colômbia)
Astrea é um município da Colômbia, localizado no departamento de Cesar.